# Aw (título)
Aw (a veces escrito Au) es un título honorífico en los idiomas harari y somalí. Se usa ampliamente y con mayor frecuencia en los territorios somalíes. Durante su investigación en la antigua ciudad de Amud, el historiador G.W.B. Huntingford notó que cada vez que un sitio antiguo tenía el prefijo Aw en su nombre (como las ruinas de Awbare y Awbube), denotaba el lugar de descanso final de un santo local. Comúnmente designa a un padre, anciano respetado o valí en los idiomas harari y somalí, más notoriamente aplicado al fundador de Harrar Aw Abadir. El término ha sido adoptado por varios clanes somalíes del idioma harari. Según el clan somalí Geledi, la denominación Aw se usa entre ellos, sin embargo, con más devoción entre los descendientes de Habasha. Los hechiceros entre los Arsi Oromo se conocen como Awan Shan, que se deriva del título Aw.
Las personas con el título incluyen:
- Aw Barkhadle, santo
- Aw Abdal, santo
- Aw Ali Hamdogn, santo y erudito
- Aw Umar Ziad, santo
- Aw Seid, santo